# نارسایی کبد
نارسایی کبد به معنی کاهش شدید عملکرد کبد است.
کبد نقش مهمی در تولید هورمونها، پروتئین‌های خون، آنزیمهای گوارشی و صفرا و متابولیسم سموم و مواد زائد دارد، لذا کاهش عملکرد کبد عوارض فراوانی در سیستم‌های مختلف بدن دارد.
نارسایی کبدی در بیماری‌هایی مانند سیروز، هپاتیت و کبد چرب دیده می‌شود. درمان در مراحل انتهایی بیماری اغلب نگهدارنده‌است یا با پیوند کبد.